# نوريياسو نماتا
نوريياسو نماتا  مواليد 26 أبريل 1966 في تشيبا، اليابان - الوفاة 04 سبتمبر 2007 في أوكاياما، اليابان، كان متسابق دراجات نارية ياباني. نافس في سباقات بطولة العالم لفئة 500 سي سي ولفئة 250 سي سي ولفئة 50 سي سي. كما شارك في بطولة العالم للسوبربايك وبطولة العالم للسوبرسبورت.

## روابط خارجية
- نوريياسو نماتا على موقع MotoGP.com (الإنجليزية)
- نوريياسو نماتا على موقع WorldSBK.com (الإنجليزية)